# Parapercicola inflata
Parapercicola inflata is een eenoogkreeftjessoort uit de familie van de Chondracanthidae. De wetenschappelijke naam van de soort is voor het eerst geldig gepubliceerd in 2013 door Ho, Liu & Lin.